# Purtovinia ustyugensis

Purtovinia ustyugensis  (лат.) — ископаемый вид насекомых, единственный в составе монотипического рода Purtovinia из семейства Chaulioditidae (отряд Grylloblattida). Пермский период (Мутовино, ярус Poldarsa, вучапинский ярус, возраст находки 254—259 млн лет), Россия, Вологодская область (60.6° N, 45,6° E).

## Описание
Длина переднего крыла — 16,0 мм.  Сестринские таксоны рода Purtovinia: Chauliodites, Dvinopedes, Iphikozulu, Miralioma, Klyazmia, Parachauliodites, Permyak, Yontala, Lemmatophoropsis. Вид был впервые описан в 2013 году российским палеоэнтомологом Д. С. Аристовым (Палеонтологический институт РАН, Москва) по ископаемым отпечаткам.